# Napoleon Hill
Oliver Napoleon Hill (Wise megye, 1883. október 26. – Dél-Karolina, 1970. november 8.) amerikai író az Új Gondolat Mozgalom és önfejlesztés területén.
Leginkább a Think and Grow Rich (Gondolkozz és gazdagodj; 1937) című könyvéről ismert, amely minden idők egyik legkelendőbb önsegítő könyve lett.

## Élete

### Korai évek
1883-ban született egy szerény faházban Virginia államban. Amikor nyolc éves volt, édesanyja meghalt; apja ezután két évvel később újraházasodott.
13 évesen kezdte írói pályafutását kis helyi újságok írójaként, kezdetben apja újságjánál. Az ebből származó bevételt későbbi tanulmányai finanszírozására fordította. Tizenhét évesen elvégezte a középiskolát, és a virginiai Tazewellbe költözött, hogy üzleti iskolába járjon.
A washingtoni Georgetown Egyetemen tanult jogot, de pénzhiány miatt visszavonult. Később Hill az "ügyvéd" címet használta, bár Hill életrajzírója megjegyzi, hogy "nincs feljegyzés arról, hogy ténylegesen végzett volna jogi szolgáltatásokat bárkinek".

### Vitatott életszakasz
Bizonyos források szerint 1908-ban a szakmai fordulópontja volt. Ekkor felvették a Bob Taylor's Magazine szerkesztőjének, ahol híres emberek sikeréhez vezető utat kellett leírnia. Egy sorozat részeként, amelyben híres emberek életrajzait tanulmányozta és publikálta, egy interjúban megismerkedett Andrew Carnegie iparossal, aki akkoriban a világ egyik leggazdagabb embere volt. Hill felfedezte, hogy Carnegie alapján a sikerhez vezető utat egy egyszerű képletben össze lehet foglalni.
Hill kutatásai részeként állítólag interjút készített a kor leghíresebb embereivel, köztük Thomas Alva Edisonnal, Alexander Graham Bell-lel, George Eastmannel, Henry Forddal, Elmer Gatesszel, John D. Rockefellerrel stb. Hill szerint a projekt több mint húsz évig tartott. Ez idő alatt Hill egyúttal Carnegie tanácsadója is lett.
Hogy Hill karrierjének ez a leírása megfelel-e a tényeknek, vagy önreklámozásnak minősül-e, még nem bizonyították egyértelműen. David Nasaw, Andrew Carnegie életrajzírója mindenesetre nem talált bizonyítékot Carnegie és Hill együttműködésére kutatása során. Még az sem bizonyított, hogy a két férfi valaha találkozott volna.

### Megjelennek a fontosabb művei

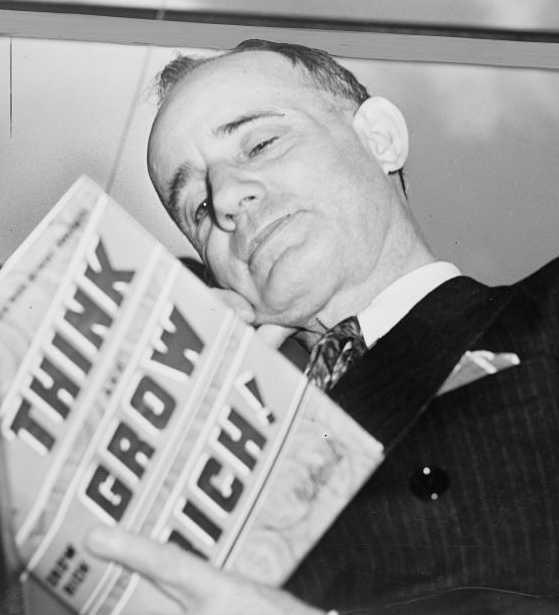
Napoleon Hill a Think and Grow Rich című híres művével, 1937

Hill sikerfilozófiája először The Law of Success (A siker törvénye) című könyvében jelent meg 1928 -ban, pontosan húsz évvel a Carnegie-vel történt állítólagos első találkozás után.  A könyv megjelenése után gazdag lett. A nagy gazdasági világválság kitörése azonban hátrányosan érintette őt is.
1937-ben jelent meg Hill legismertebb munkája, a Think and Grow Rich (magyar ford.: Gondolkozz és gazdagodj!). Második felesége, Rosa Lee Beeland jelentős mértékben hozzájárult a mű szerkesztéséhez. A könyv a mai napig nyomtatásban van, és állítólag eddig több mint 70 millió példányban kelt el belőle világszerte. A Think and Grow Rich megjelenése után Hill ismét gazdag lett, és újrakezdte pazar életmódját.
A Think and Grow Rich megjelenése után elkezdte írni az Outwitting the Devil (magyar ford.: Túljárni az ördög eszén) című könyvet annak magyarázataként, hogy egyesek miért vallanak kudarcot a Think and Grow Rich összes lépésének követése után is.
1970-ben halt meg, írással, tanítással, a sikerfilozófia alapelveiről szóló előadásokkal töltött hosszú pályafutása után. Azt is állította, hogy két amerikai elnök, Franklin D. Roosevelt és Woodrow Wilson tanácsadója volt.

### Magánélete
1910 júniusában nősült; a következő években három fia született. 1935-ben a felesége, Florence válókeresetet nyújtott be. Később még kétszer nősült.

## Magyarul megjelent művei
- Napoleon Hill–W. Clement Stone: A siker titka: pozitív lelki beállítottság; ford. Jánossy Ilona; Bagolyvár, Bp., 1993 (Kulcs könyvek)
- Gondolkozz és gazdagodj!; ford. Doubravszky Sándor, Jánossy Ilona; Bagolyvár, Bp., 1993 (Kulcs könyvek)
- Ötvenkét lépés a gazdagsághoz. Az élet ígéreteinek megvalósítása ötvenkét lépésben; előszó W. Clement Stone, ford. Bulath Éva; Bagolyvár, Bp., 1994 (Kulcs könyvek)
- 365 nap Napoleon Hill gondolataival; szerk. Michael J. Ritt Jr., Samuel A. Cypert, ford. Doubravszky Sándor; Bagolyvár, Bp., 1995 (Kulcs könyvek)
- Gondolkozz és gazdagodj!; ford. Doubravszky Sándor, Jánossy Ilona; 2. átszerk. kiad.; Bagolyvár, Bp., 1997 (Kulcs könyvek)
- 365 nap Napoleon Hill gondolataival; szerk. Michael J. Ritt Jr., Samuel A. Cypert, ford. Doubravszky Sándor; 2. átszerk. kiad.; Bagolyvár, Bp., 1998 (Kulcs könyvek)
- Gondolkozz és gazdagodj! + cselekvési útmutató; ford. Doubravszky Sándor, Jánossy Ilona; Bagolyvár, Bp., 2004
- A nehézségek nagy haszna; ford. Üzl Etelka; Bagolyvár, Bp., 2004 (Kulcs könyvek)
- Napoleon Hill–W. Clement Stone: A siker titka: pozitív lelki beállítottság; ford. Jánossy Ilona; 4. átszerk. kiad.; Bagolyvár, Bp., 2007
- Út a sikerhez; ford. Tótisz András; Trivium, Bp., 2009 (Trivium üzleti sorozat)
- Napoleon Hill titkos receptjei a sikerhez válság idején; szerk., korszerűsítés Patricia G. Horan, ford. Tótisz András; Trivium, Bp., 2010
- Ötvenkét lépés a gazdagsághoz; ford. Bulath Éva; 3. átszerk. kiad.; Bagolyvár, Bp., 2010
- Gondolkodj és gazdagodj!; ford. Bayer Antal; aktualizált, átdolg. kiad.; Pongor, Bp., 2011 (Menedzser észjárás sorozat)
- Túljárni az ördög eszén. Út a szabadsághoz és a sikerhez; jegyz. Sharon Lechter, előszó Mark Victor Hansen, utószó Michael Bernard Beckwith, ford. Bak Mihály; Bagolyvár, Bp., 2012
- Mesterkulcs a gazdagsághoz. A személyes hatékonyság titkainak feltárása Carnegie, Ford, Edison és más 20. századi iparmágnások által alkalmazott alapelvek segítségével; ford. Ladinszky Barbara; Bagolyvár, Bp., 2016
- A teljes Gondolkodj és gazdagodj; összeáll. Ross Cornwell, ford. Dobosi Beáta; Édesvíz, Bp., 2016
- Gazdagodj lelki békével!; ford. Molnár Eszter; Bagolyvár, Bp., 2017
- Add el magad. A sikeres önmenedzselés titkai; ford. Bujdosó István; Édesvíz, Bp., 2018
- Az erő útja. A pozitív hozzáállás titka. Hogyan legyünk sikeresek abban, amihez a legjobban értünk?; ford. Béresi Csilla; Édesvíz, Bp., 2018
- Siker. A gazdagság, amelyre vágysz és megérdemled; ford. Tasi Zsuzsanna; Édesvíz, Bp., 2020
- Gondolkozz és gazdagodj; ford. Debreczeni Kinga; Ulpius Baráti Kör–Művelt Nép, Bp., 2022